# М-17 (самолёт)

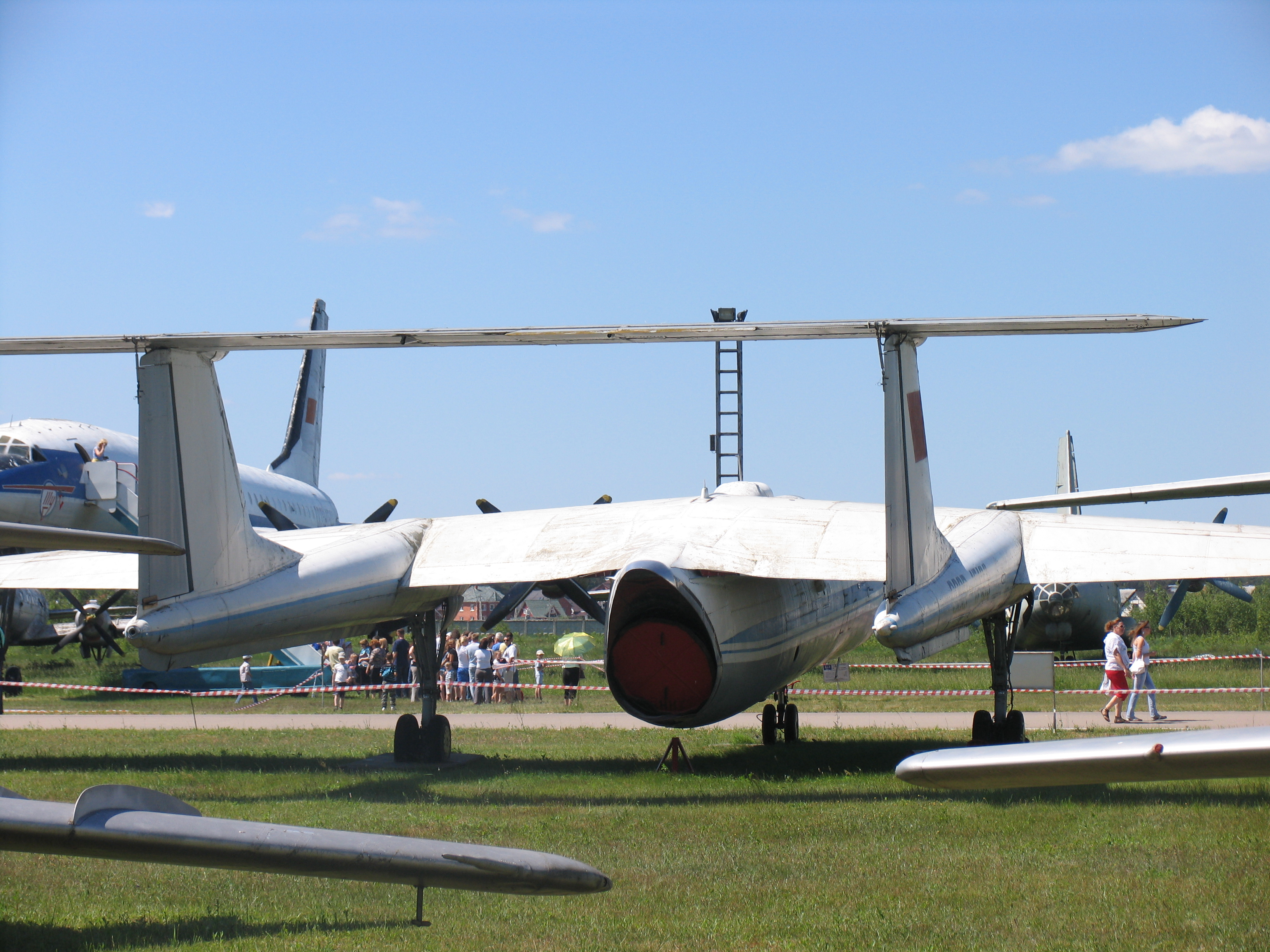
Задняя часть М-17.

М-17 «Стратосфера» (по кодификации НАТО: Mystic-A) — советский высотный реактивный дозвуковой самолёт для перехвата дрейфующих аэростатов.

## История создания
Начиная с середины 1950-х годов США стали активно использовать автоматические дрейфующие аэростаты (АДА) для стратегической разведки территории СССР. Эти дешевые аппараты стали представлять серьёзную угрозу, они могли нести не только разведывательную аппаратуру, но и оружие массового поражения. Бороться с ними было непросто. Поднявшись в стратосферу АДА были недоступны для зенитной артиллерии и истребителей тех лет. Необходимо было адекватное средство для борьбы с АДА.
После сбития самолёта Пауэрса в СССР была предпринята попытка скопировать U-2. Проектированием машины, получившей обозначение С-13, занималось ОКБ Бериева. Работы над ней были прекращены в мае 1962 года. Но некоторые наработки были использованы в дальнейшем.
В 1967 году вышло постановление ЦК КПСС и Совета Министров СССР, которым В. М. Мясищеву поручалось провести научно-исследовательскую работу по «Выбору технических направлений по созданию авиационного комплекса для перехвата и поражения автоматических дрейфующих аппаратов». В результате наиболее эффективным и рациональным решением было признано создание высотного дозвукового самолёта-истребителя АДА со стрелково-пушечным вооружением. Разработка самолёта началась в 1970 году с работ по «теме 34» — самолёту, способному совершать полёт в стратосфере с наименьшей скоростью. Для М-17 был впервые разработан сверхкритический высоконесущий профиль крыла П-173-9. В 1978 году на вертолётном заводе в Кумертау был изготовлен первый лётный образец самолёта. 27 декабря 1978 года для проведения пробной рулёжки самолёт был выведен на взлётную полосу лётчиком-испытателем Киром Владимировичем Чернобровкиным. Проведя предусмотренные программой испытаний пробные рулёжки, пилот самостоятельно, в нарушение правил и вопреки запрету КДП решил провести ещё одну рулёжку, более скоростную, однако не учёл того, что за самолётом по ВПП едет служебный автобус, так как по плану испытания уже закончились. Увидев в последний момент на ВПП препятствие, пилот был вынужден произвести незапланированный взлёт на неподготовленном к этому самолёте. Будучи не подготовленным к особенностям управления новой машиной в сложных метеоусловиях, пилот не справился с пилотированием, и первый лётный образец самолёта потерпел катастрофу. Лётчик, не зафиксированный привязными ремнями, ударился виском о переплёт фонаря и погиб.
В 1982 году уже на Смоленском авиазаводе был изготовлен второй лётный образец.
26 мая 1982 года лётчик-испытатель Э. Н. Чельцов впервые успешно поднял М-17 в воздух с аэродрома в Жуковском. В августе 1983 года самолёт М-17 «Стратосфера» передали для проведения Государственных испытаний. Было выполнено 133 полета, удалось достичь высоты 21500 м и максимальной приборной скорости 285 км/ч. Завершить испытания собирались на третьем летном экземпляре М-17 «Стратосфера», который оснастили пушечной установкой. Третий экземпляр собрали на Экспериментальном механическом заводе из агрегатов, изготовленных на Кумертау. На этом самолёте вели отработку боевого комплекса М-17, включавшую стрельбу фугасного-зажигательными снарядами по реальным аэростатам мишеням, было сбито девять аэростатов, следовавших на высотах 9 — 21 км.
В 1983 году советская ПВО зафиксировала пролёт очередного автоматического дрейфующего аэростата (АДА), запущенного со стороны Норвегии. На этом использование АДА против СССР американцы прекратили, а вскоре появилось межгосударственное соглашение о запрещении запуска АДА в чужое воздушное пространство. В результате программу перехвата аэростатов закрыли, и Госиспытания М-17 «Стратосфера» так и остались незавершенными.
История самолёта М-17 на этом не закончилась. Гриф секретности с него сняли и самолёт стали использовать для высотных исследовательских полетов по программе «Глобальный резерв озона» для сбора данных по теме «озоновой дыры». На место пушечной установки и прицельной станции была установлена научная аппаратура для сбора данных о состоянии атмосферы. В 1990 году самолёт был подготовлен к рекордным полетам.
Весной 1990 года самолёт установил 25 мировых рекордов высоты, скорости и скороподъёмности для самолётов массой 16-20 тонн, оснащённых одним турбореактивным двигателем. К 1990 году был построен третий экземпляр самолёта, который стал последним М-17, вооружённым двухствольной пушкой для борьбы с аэростатами.
Задача по созданию эффективного высотного самолёта истребителя аэростатов была решена, но произошло это тогда, когда надобность в нём отпала. Накопленный опыт за время работы над М-17 «Стратосфера» был использован при создании следующего высотного самолёта.
В дальнейшем проект получил развитие как М-55 «Геофизика».

## Сохранившиеся экземпляры
- Бортовой номер «СССР-17103» — музей авиации в Монино. Экспозиция под открытым небом. Восстановлена в 2012 году силами волонтеров и специалистами ЭМЗ.
- Бортовой номер «СССР-17401» — музей авиации в Монино — Рекордная машина (установлено 25 мировых рекордов). С 2005 года в «отстойнике» музея (ранее находилась в экспозиции под открытым небом). Машина повреждена при транспортировке с Чкаловского в музей. При процедуре контрольного взвешивания, проведенной неквалифицированными исполнителями, тросами крана перерезана хвостовая часть самолёта. После помещения в отстойник разграблена вандалами.

## Конструкция[4]
Самолёт М-17 — двухбалочный двухкилевой цельнометаллический свободнонесущий моноплан с крылом большого удлинения. Моноплан классической статически устойчивой аэродинамической схемы. Все агрегаты имеют большое удлинение и минимальное сечение.
Планер самолёта конструктивно состоит из следующих частей: фюзеляж, крыло, две хвостовые балки, горизонтальное и вертикальное оперение и шасси.
Фюзеляж — цельнометаллической конструкции состоит из носового съемного кока, носового отсека, центрального отсека с двумя боковыми заборниками, хвостового отсека и отсека коробки самолётных агрегатов (КСА). Все отсеки фюзеляжа выполнены по бесстрингерной схеме.
Носовая часть состоит из двух приборных отсеков и гермокабины. Перед гермокабиной расположен носовой кок, соединенный с гермокабиной эксплуатационным разъемом. Гермокабина соединена с центральным отсеком технологическим разъемом по шпангоуту, что позволяет собирать её и испытывать отдельно. Герметическая кабина в комплексе с системами жизнеобеспечения и специальное снаряжение летчика обеспечивает нормальные условия деятельности летчика на всех высотах.
Центральный отсек имеет две ниши: одну в передней части для передней опоры шасси, вторую в задней части для установки крыла на фюзеляже. Технологически центральный отсек собирается совместно с гермокабиной и хвостовой частью фюзеляжа. По бокам центрального отсека расположены воздухозаборники, которые перед входом в двигатель соединяются в один канал круглого сечения.
Хвостовой отсек является несиловой частью фюзеляжа и воспринимает только аэродинамические нагрузки. Отсек коробки самолётных агрегатов (КСА) является силовой частью фюзеляжа. В нём располагается сама КСА и установлена задняя точка подвески двигателя.
Крыло — состоит из двух половин, стыкующихся между собой по оси самолёта, в плане крыло в средней части прямоугольное, а далее трапециевидное с очень большим удлинением и нулевой стреловидностью. На виде спереди крыло имеет вид «обратной чайки». Конструктивно крыло состоит из носовой части, кессона и хвостовой части с выдвижными закрылками, створками и тормозными щитками. В средней части кессона консоли крыла установлены интерцепторы, на конце элерон.
Носовая часть крыла состоит из трех съемных секций на каждой половине крыла.
Кессон является основным силовым элементом крыла. Центральная часть кессона герметизирована, разделена на баки-отсеки и служит емкостью для топлива.
Хвостовая часть крыла состоит из верхних панелей, нижних поворотных створок, шестнадцати выдвижных закрылков и шести тормозных щитков.
Механизация крыла: выдвижные закрылки в корневой части, которые используются для изменения площади и кривизны профиля крыла в полете на большой высоте; многосекционный элероны по всему размаху трапециевидной части консолей, которые могут отклоняться синхронно и использоваться как закрылки.
Хвостовое оперение — двухкилевое, кили установлены на хвостовых балках фюзеляжа, горизонтальное оперение крепится к верхней части килей. Горизонтальное оперение состоит из стабилизатора и рулей высоты с триммерами. Стабилизатор состоит из двух консолей, стыкуемых по плоскости симметрии самолёта. Руль высоты состоит из четырёх секций, на каждой секции установлен триммер или сервокомпенсатор. Каждая плоскость вертикального оперения состоит из верхнего и нижнего килей, а также крепящегося к верхнему килю руля направления с триммером.
Шасси — трехопорное с управляемой носовой стойкой. Колеса основных опор шасси тормозные, тормоза работают от основной и аварийной систем, торможение раздельное с антиюзовой автоматикой. Основная система уборки и выпуска шасси гидравлическая с электродистанционным управлением, аварийный выпуск шасси от пневмосистемы. Управление передней стойкой шасси имеет два режима, от педалей и ручки разворота передней опоры.
Силовая установка — бесфорсажный турбореактивный двигатель РД-36-51В взлетной тягой 20000 кгс и полётной тягой 600 кгс на высоте 25000 м при М=0,7. Двигатель расположен в хвостовой части гондолы фюзеляжа. Воздухозаборники боковые нерегулируемые полукруглого сечения. В состав силовой установки входят системы: топливопитания, смазки и суфлирования, управления и регулирования, запуска, противообледенительной, дренажной, кислородной подпитки, наддува опор и противопожарной.
Система топливопитания обеспечивает подачу топлива в жаровые трубы камеры сгорания. Топливная система включает расходный бак № 1 (1600 л), баки № 2 левый и правый по 2650 л, баки № 3 дополнительные левый и правый по 1550 л. Объём маслосистемы 24 л, система смазки незамкнутая, циркуляционная под давлением.
Управление двигателем на всех режимах осуществляется единым. рычагом управления двигателем. Дренажная система обеспечивает слив и выброс в проточную часть дренажного топлива и масла из систем двигателя через дренажные бачки путем выдува и ожекции.
Противопожарная система обслуживает отсек двигателя, включается автоматически или вручную. Система кислородной подпитки двигателя предназначена для повышения надежности запуска двигателя в воздухе.
Противообледенительная система воздухозаборников и выходного устройства двигателя работает за счет обогрева обечаек горячим воздухом, отбираемым от компрессора двигателя и включается датчиками обледенения или вручную.
При эксплуатации двигателя зимой перед запуском необходимо подогреть горячим воздухом маслобак, коробку приводов и агрегаты маслосистемы. Управление элементами топливной системы электродистанционное.
Управление — система управления самолёта механическая, жесткая и обеспечивает отклонение органов управления в зависимости от величины усилий, приложенных к рычагам управления. Основное управление самолётом: включает три независимых канала — тангаж (руль высоты), крен (элероны) и рыскание (руль направления). Управление безбустерное. Проводка тросов и тяг проложена по линиям минимальных деформаций агрегатов планера. Управления в каналах тангажа и крена — ручкой, а рыскания педалями.
Вооружение — дистанционно управляемая пушечная установка с пушкой калибра 23 мм для ведения огня в пределах видимости прицела. Прицел оптический.

## Рекорды

### Подкласс C-1i (взлётная масса от 16000 до 20000 кг), группа 3 (реактивные двигатели)
| Дата                | Пилот              | Достижение       | Название                                                    | Статус на 14 февраля 2023                                        |
| ------------------- | ------------------ | ---------------- | ----------------------------------------------------------- | ---------------------------------------------------------------- |
| 28 марта 1990 года  | Владимир Архипенко | 21 860 м         | Практический потолок                                        | Действуют                                                        |
| 28 марта 1990 года  | Владимир Архипенко | 21 860 м         | Горизонтальный полёт на максимальной высоте                 | Действуют                                                        |
| 6 апреля 1990 года  | Владимир Архипенко | 21 мин 57,95 сек | Подъём на высоту 20 000 м                                   | Действуют                                                        |
| 30 марта 1990 года  | Владимир Архипенко | 589 км/ч         | Скорость на 100-км замкнутом маршруте без полезной нагрузки | Упразднены (изменены правила), на момент упразднения действовали |
| 18 апреля 1990 года | Владимир Архипенко | 734,3 км/ч       | Скорость на 500-км замкнутом маршруте без полезной нагрузки | Упразднены (изменены правила), на момент упразднения действовали |
| 6 апреля 1990 года  | Владимир Архипенко | 5 мин 46,54 сек  | Подъём на высоту 9 000 м                                    | Упразднены (изменены правила), на момент упразднения действовали |
| 6 апреля 1990 года  | Владимир Архипенко | 7 мин 41,21 сек  | Подъём на высоту 12 000 м                                   | Упразднены (изменены правила), на момент упразднения действовали |

## Тактико-технические характеристики
Источник данных: Удалов, 1993 год.

Технические характеристики
- Экипаж: 1 пилот
- Длина: 22,27 м
- Размах крыла: 40,32 м
- Высота: 4,87 м
- Площадь крыла: 137,7 м²
- Профиль крыла: П-173-9
- База шасси: 5,618 м
- Колея шасси: 6,6 м
- Масса снаряжённого: 13 790 кг[12]
- Нормальная взлётная масса: 18 400 кг
- Объём топливных баков: 10 000 л
- Силовая установка: 1 × ТРД РД-36-51В
- Тяга: 1 × 58,84 кН (6000 кгс) (номинальная)
  - взлётная: 1 × 117,7 кН (12000 кгс)
  - на высоте 21000 м: 1 × 5,88 кН (600 кгс)

Лётные характеристики
- Максимальная скорость:  
  - на высоте 20000 м: 743 км/ч
  - на высоте 5000 м: 332 км/ч
- Крейсерская скорость: 0,7 М
- Скорость отрыва: 175 км/ч
- Посадочная скорость: 188 км/ч (при посадочной массе 16300 кг)
- Боевой радиус: * максимальная дальность "на потолке" =1315 км (с высоты 20250 м до 20620 м)
- максимальная дальность полёта на 17000 м:   км
- Продолжительность полёта: 2 ч 14 мин
- Время патрулирования: 48 мин
- Практический потолок: 21 550 м
- Время набора высоты потолка: 35 мин
- Длина разбега: 340 м
- Длина пробега: 950 м
- Аэродинамическое качество: ~30 (планирование с выключенным двигателем)